# HD95699
HD95699 — хімічно пекулярна зоря спектрального класу F0, що має видиму зоряну величину в смузі V приблизно  7,8.
Вона  розташована на відстані близько 680,9 світлових років від Сонця.

## Пекулярний хімічний склад
Зоряна атмосфера HD95699 має підвищений вміст 
Cr
.